# Gavriil Pribylov
Gavriil Loginovitsj Pribylov (Pribilof) (Russisch: Гавриил Логинович Прибылов) (overleden 1796), was een Russische zeevaarder die de Pribilofeilanden ontdekte, die naar hem zijn genoemd.
Tussen 1781 en 1786 was Gavriil Pribylov kapitein van het zeilschip Svjatoj Georgi ("Heilige Joris"), dat eigendom was van de Russisch-Amerikaanse Compagnie. In 1788 onderzocht hij de wateren in de Beringzee, en ontdekte zo de eilanden Saint George (Sv. Georgi) en Saint Paul (Sv. Pavel) ten noorden van de eilandengroep Aleoeten. De Russische handelaar Grigori Sjelichov noemde de eilandengroep naar Pribylov in 1789.